# ورنك متموج
ورنك متموج (الاسم العلمي:Raja undulata) (بالإنجليزية: Undulate ray)‏ هو نوع من الأسماك يتبع جنس الورنك من الفصيلة الورنكية.